# Латвийский антифашистский комитет
«Латвийский антифашистский комитет» (латыш. Latvijas antifašistiskā komiteja, также Латвийский антинацистский комитет, ЛАК) — латвийская общественная организация. Фактически действует с 2005 года, официально зарегистрирован в регистре общественных организаций в 2007 году. Заявленные цели — противодействие проявлениям нацизма, ксенофобии, расизма, формирование общественного мнения в духе толерантности и недопустимости в обществе ксенофобских настроений.
Является соучредителем движения «Мир без нацизма». Проводит пикеты, митинги, выступает организатором конференций, ежегодных слётов антифашистских организаций европейских стран. Руководители комитета — Иосиф Корен, Эдуард Гончаров, Алексей Шарипов.

## Деятельность
В 2005 году активисты комитета впервые вышли на пикет против празднования 16 марта Дня памяти латышского легиона (в этот день в 1943 году легионеры вступили в бои с Красной Армией под Ленинградом), расценивая его как «акт поругания итогов Победы над нацизмом», ведущим к «подрыву ценностей свободы и демократии». Тогда группа активистов надела полосатые робы, аналогичные использовавшимся в нацистских концлагерях, и встала на пути колонны. Первыми союзниками ЛАК стали единомышленники из Эстонии: антифашисты и «Ночной дозор». В ответ власти Эстонии внесли членов ЛАК в «черные списки» Эстонии как представителей организации, представляющей угрозу суверенитету Эстонии.
В 2006 г. ЛАК вместе с Объединённым конгрессом русских общин Латвии (ОКРОЛ), политическими партиями «Центр согласия», ЗаПЧЕЛ, ЛНДП и СПЛ выступил с инициативой использования в Латвии «Георгиевской ленточки».

### Деятельность после регистрации
С 2007 года 13 октября по инициативе комитета проводится памятная акция — форсирование Кишозера на гребных лодках в честь дня освобождения Риги от немецкой оккупации, как напоминание о том, что это сделали бойцы Красной Армии в 1944 году.
16 марта 2009 года по инициативе комитета в Риге прошла международная конференция «Будущее без нацизма». Однако латвийские власти отказали во въезде в страну представителям антифашистских организаций России и Эстонии. Руководителю Московского антифашистского центра Евгению Прошечкину было отказано в визе, активистов эстонского «Ночного дозора» на территории Латвии задержали и развернули обратно пограничники. ЛАК осудил отказ в проведении митинга и назвал его «неприятием идей антифашизма». 16 марта полиция задержала членов ЛАК Эдуарда Гончарова и Иосифа Корена, а также депутата Рижской думы Виктора Дергунова, вышедших протестовать против проведения дня памяти Латышского легиона.
В феврале 2009 года члены комитета в польской деревне Подгае почтили память жертв легионеров 15-й латышской дивизии Waffen SS (в феврале 1945 года в деревне латышские легионеры сожгли заживо 32 солдата польской дивизии им. Тадеуша Костюшко). Делегация возложила цветы и зажгла лампады у памятника погибшим польским солдатам. Эдуард Гончаров в интервью польской газете «Глос Велькопольски» заявил: «Мы не хотим, чтобы Латвия ассоциировалась только с шествиями ветеранов СС. Все, кто празднует в нашей стране 16 марта, должны сначала приехать к такому вот памятнику, и только потом выходить на улицы и с гордостью носить фашистскую форму и медали».
ЛАК участвовал в создании международного движения «Мир без нацизма» на конференциях 2009 года в Берлине и 2010 года в Киеве.
16 октября 2014 года комитет пикетировал мюзикл «Цукурс. Герберт Цукурс», посвященный лётчику, члену Команды Арайса и военному преступнику Герберту Цукурсу, принимавшему личное участие в Холокосте в Латвии.
16 марта 2015 года активисты комитета провели акцию дезинфекции Памятника Свободы и возложили к нему траурный венок в память жертв фашизма.
16 ноября 2015 года комитет с упреждением подал в Рижскую думу заявку о проведении акции 16 марта 2016 года у Памятника Свободы, что должно было послужить основанием для отклонения заявки организаторов шествия легионеров в этот день, поскольку закон запрещает проведение акций противоположной направленности в одном и том же месте. Однако этого не произошло. Против председателя комитета Алексея Шарипова было возбуждено уголовное дело, о чем в своем докладе в Постоянном совете ОБСЕ 3 марта 2016 года указал представитель России А. К. Лукашевич.
В 2016 году во время шествия легионеров 16 марта неназванный провокатор спросил у организатора антинацистского пикета, латыш он или жид, и получив ответ «Я человек», стал высказывать провокационные фразы в адрес антифашистов, после чего полиция отвела его в сторону. В тот же день был задержан и доставлен в полицейский участок прокремлёвский журналист Грэм Филлипс, которого обвиняли в противодействии шествию и неподчинении полиции.
В 2017—2018 году Комитет поддержал протесты против перевода школьного образования в Латвии только на латышский язык, назвав его национальным и этническим притеснением. По мнению комитета, существование безгражданства в Латвии является признаком этнической дискриминации, так как 99,5 % неграждан — нелатыши.
16 марта 2020 года ЛАК совместно с Русским союзом Латвии провёл пикет памяти жертв Латышского легиона Ваффен СС в месте, где собираются сторонники этого добровольческого формирования для марша к Памятнику Свободы в Риге (около церкви Петра). Таким образом впервые за несколько лет заявка на протестную акцию Латвийского антинацистского комитета не была отклонена Рижской думой.
В 2021 году председатель Латвийского антинацистского комитета А. Г. Шарипов был награждён Почетным дипломом Правительственной комиссии Российской Федерации по делам соотечественников за рубежом (ПКДСР) за сохранение памяти о Великой Отечественной войне и трагедии Холокоста, а также советских воинских захоронений.
В 2022 году заявка комитета на проведение пикета против празднования 16 марта Дня памяти латышского легиона была отклонена Рижской думой и не была обжалована ЛАК.